# Puh Kerep
Puh Kerep is een bestuurslaag in het regentschap Nganjuk van de provincie Oost-Java, Indonesië. Puh Kerep telt 4511 inwoners (volkstelling 2010).